# Nazperver Sultan
Nazperver Sultan, född 1556, död 1595, var en gemål (slavkonkubin) till den osmanska sultanen Murad III. 
Hon uppges ha varit från Valakiet. Hon föll offer för slavhandeln och hamnade i det kejserliga osmanska haremet, där hon blev konkubin till sultanen. Hon blev mor till fyra barn med sultanen.  